# Arcipelago delle Isole Salomone
L'arcipelago delle Isole Salomone è un arcipelago situato nell'oceano Pacifico meridionale, a nord-est dell'Australia. Fa parte della subregione della Melanesia e della bioregione dell'Oceania. Forma il limite orientale del mare delle Salomone. L'arcipelago è prevalentemente composto da isole vulcaniche con diversi gradi di attività e di atolli corallini. Politicamente è diviso fra i due stati delle Isole Salomone e della Papua Nuova Guinea (PNG).

## Geografia fisica

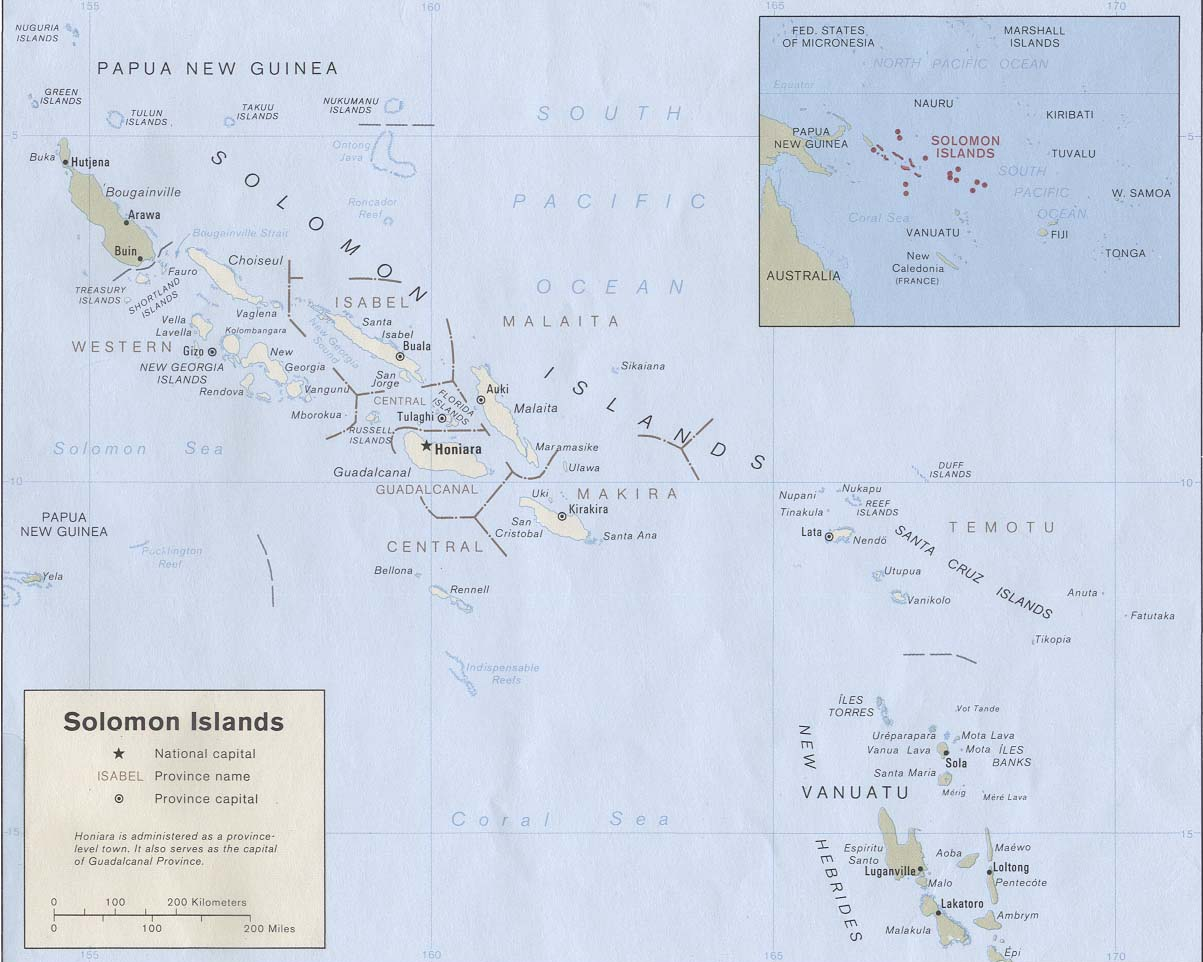
Mappa dellArcipelago delle Isole Salomone

### Territorio

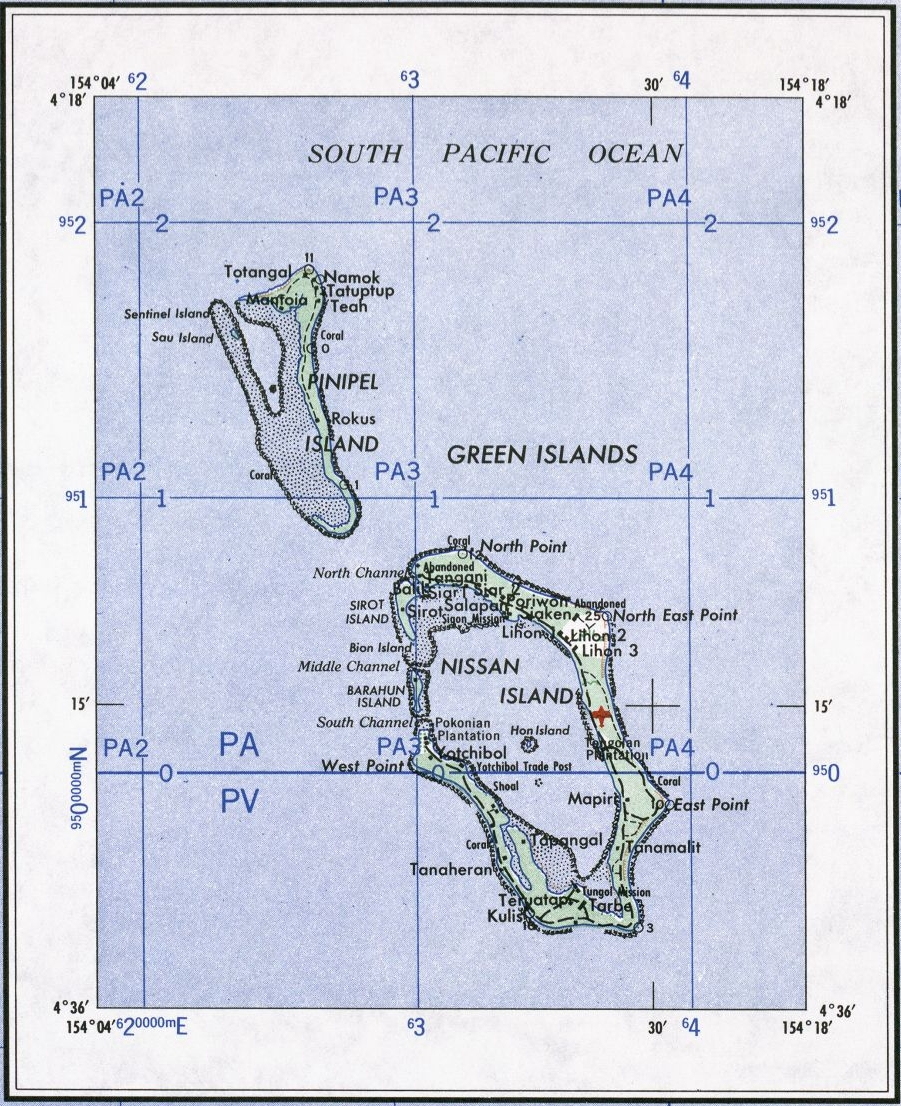
Isole Green

L'arcipelago è formato da circa 1.000 fra isole maggiori e piccoli atolli, disposti nel Pacifico sud-occidentale lungo un arco di circa 1.500 km, fra le isole Bismarck a nord-ovest e le isole Vanuatu a sud-est. Costituisce il limite orientale del Mar delle Salomone. L'arcipelago dista circa 1.100 km dalla Nuova Guinea a ovest e circa 1.600 km dall'Australia a sud-ovest. La superficie terrestre totale è di circa 38.300 km².
Geograficamente l'arcipelago è composto da tre gruppi di isole:
- gli atolli settentrionali;
- il gruppo centrale con le 7 isole maggiori (Bougainville, Choiseul, Santa Isabel, Nuova Georgia, Malaita, Guadalcanal e San Cristobal) ed altre isole minori ed atolli;
- un gruppo meridionale con le isole Santa Cruz e altre isole minori ed atolli isolati:

Atolli settentrionali
- Isole Green, sono il gruppo più settentrionale dell'arcipelago, si trovano a circa 120 km ad est dell'isola della Nuova Irlanda;
  - Nissan
  - Pinipel
  - Barahun
  - Sirot
  - Sau
- Carteret (o Kilinailau o Tulun)
- Takuu (o Tauu)
- Nukumanu (o Tasman)
- Ontong Java
- Roncador Reef

Gruppo centrale
Si tratta delle isole maggiori dell'arcipelago. Sono disposte lungo due catene parallele poste in direzione nord-ovest -> sud-est. Il braccio di mare che separa le due catene prende il nome di stretto della Nuova Georgia. La parte meridionale dello stretto, che separa l'isola di Guadalcanal dall'isola di Malaita, è chiamato Stretto Indispensable.
- Catena settentrionale:
  - Taro
  - Isola Choiseul; (2.971 km²)
    - Rob Roy (Velaviru);
    - Wagina (Vaghena)

  - Isole Arnarvon
  - Santa Isabel (2.999 km²);
    - Ghaghe (Gage)
    - Barora Fa;
    - Barora Ite;
    - San Jorge;

  - Fera;
  - Mahige
  - Malaita (4.307 km²) è la terza più grande isola dell'arcipelago;
    - Maramasike (Small Malaita)
    - Ulawa
    - Sikaiana

- Catena meridionale:

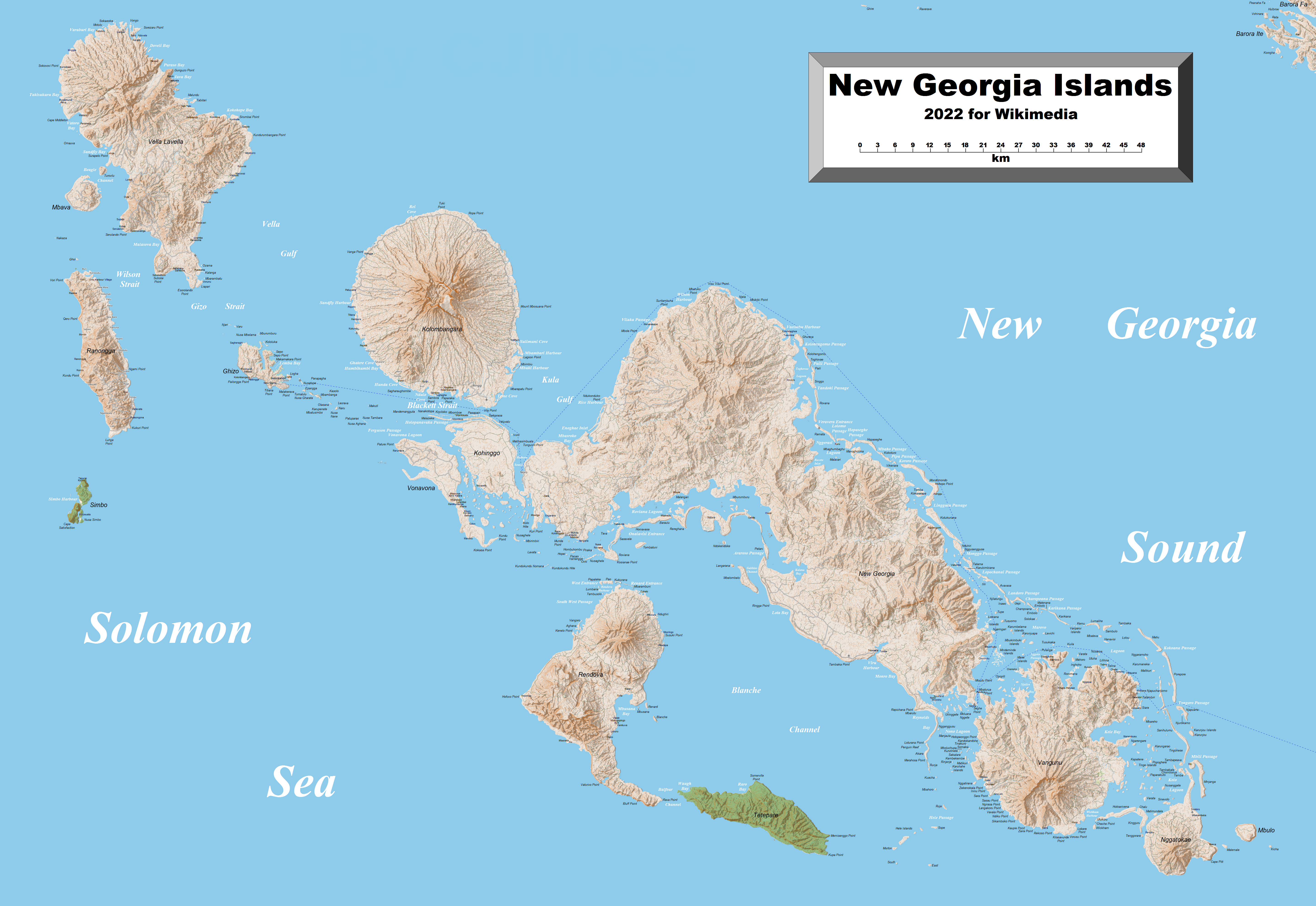
Isole della Nuova Georgia

Guadalcanal, isola di Savo e isole Florida

  - Buka, è la più settentrionale delle isole maggiori;
  - Bougainville, (9.318 km²) situata a sud di Buka, è l'isola più grande dellarcipelago;
  - Isole Shortland, subito a sud di Bougainville;
  - Isole del Tesoro a sed-ovest delle Shortland;
  - Tong, anche nota come isola di San Rafael, a circa 30 km a est di Los Negros;
  - Fauro Island, a est delle Shortland;
  - Isole della Nuova Georgia sottogruppo composto da;
    - Vella Lavella
    - Ranongga
    - Kolombangara
    - Gizo
    - Simbo
    - Vonavona (o Parara)
    - Arundel (o Kohinggo)
    - Nuova Georgia (2.037 km²) è la più grande del gruppo, ma la più piccola fra le 7 maggiori isole dell'arcipelago;
    - Rendova
    - Tetepare
    - Akara
    - Vangunu
    - Nggatokae (o Gatukai)
    - Mbulo

  - Mborokua
  - Isole Russell, fra il gruppo della Nuova Georgia e Guadalcanal;
    - Pavuvu
    - Mbanika (o Banika)

  - Isole Nggela (isole Florida)
    - Nggela Sule
    - Nggela Pile
    - Olevugha
    - Vatilau
    - Tulagi
    - Gavutu
    - Tanambogo

  - Isola di Savo
  - Guadalcanal (5.336 km²) è la seconda più grande isola dopo Bougainville e l'isola più grande dello stato delle Isole Salomone;
    - Marapa
    - Rua Sura
    - Tavanipupu

  - Makira (San Cristóbal), (3.190 km²) è la più meridionale delle isole maggiori, punto di convergenza fra la catena meridionale e quella settentrionale;
    - Ugi (o Uki)
    - Isole Olu Malau (Three Sisters)
    - Owaraha (Santa Ana)
    - Owariki (Santa Catalina)

- Altri atolli isolati:
  - Rennell, atollo corallino a circa 180 km a sud-ovest di San Cristobal;
  - Bellona, atollo a circa 23 km a nord-ovest di Rennell;
  - Indispensable Reefs, gruppo di tre atolli disabitati, a circa 70 km a sud dell'isola di Rennell.

Gruppo meridionale

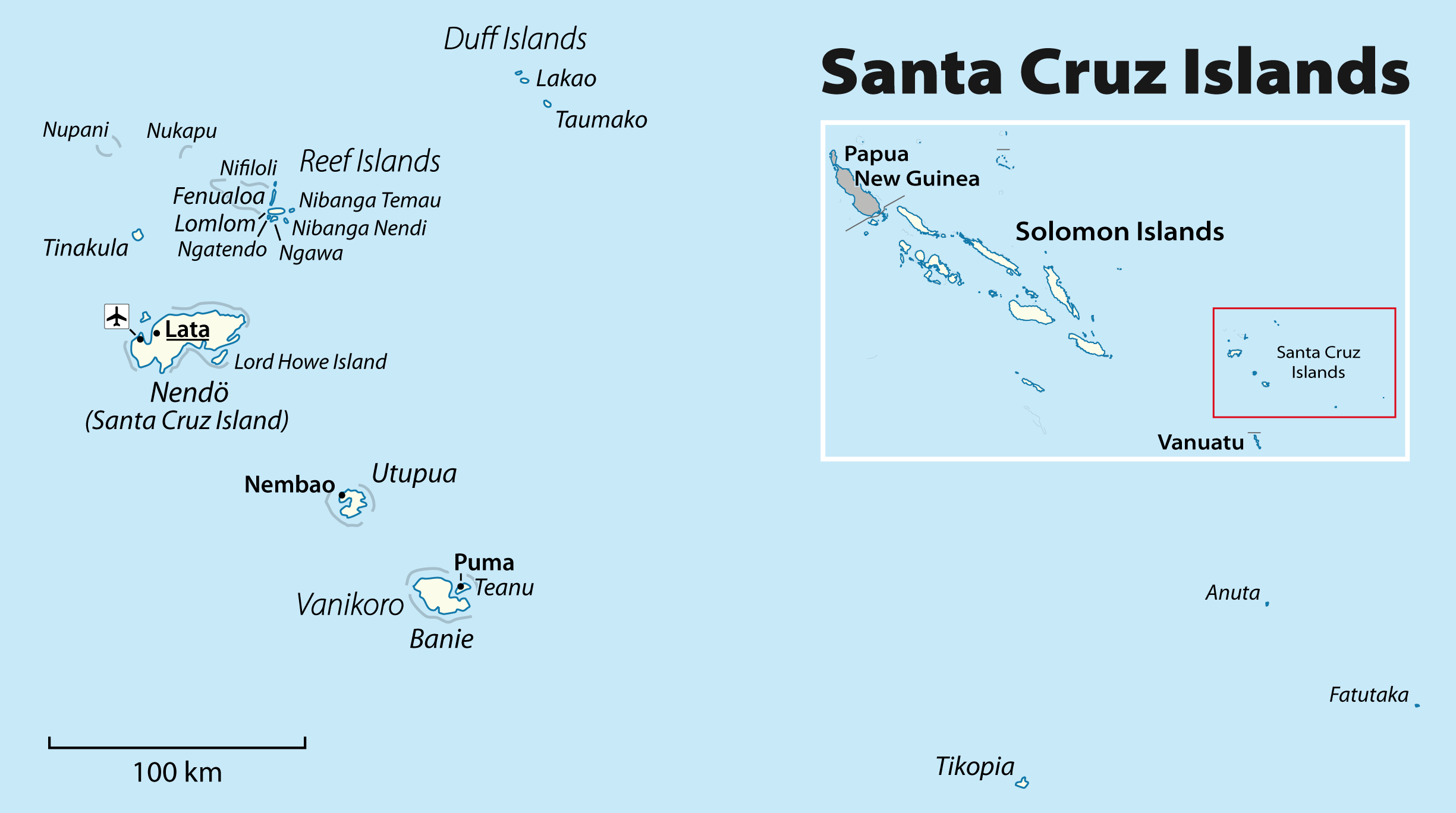
Isole SAnta Cruz e atolli meridionali

- Isole Santa Cruz, a circa 400 km a est di San Cristobal;
  - Nendo (Santa Cruz);
  - Utupua;
  - Vanikoro;
  - Tinakula;
- Isole Reef (Swallow o Matema);
- Isole Duff;
- Anuta;
- Fatutaka, piccola isola vulcanica, è l'isola più orientale delle Salomone;
- Tikopia, è l'isola più meridionale dell'arcipelago, trovandosi a 12° 18" di latitudine sud.

## Geografia antropica

### Amministrazione
Politicamente l'arcipelago è diviso fra i due stati delle Isole Salomone e della Papua Nuova Guinea (PNG).
Appartegono alla PNG le isole di:
- Buka
- Bougainville
- Isole Green
- Isole Carteret
- Takuu
- Nukumanu

Mappa della provincia di Bougainville

che formano la Regione autonoma di Bougainville, per una superficie terrestre totale di 9.384 km²
Tutte le altre isole dell'arcipelago fanno parte dello stato delle Isole Salomone e sono suddivise fra le varie province che lo compongono per una superficie terrestre complessiva di 28.896 km²

### Città

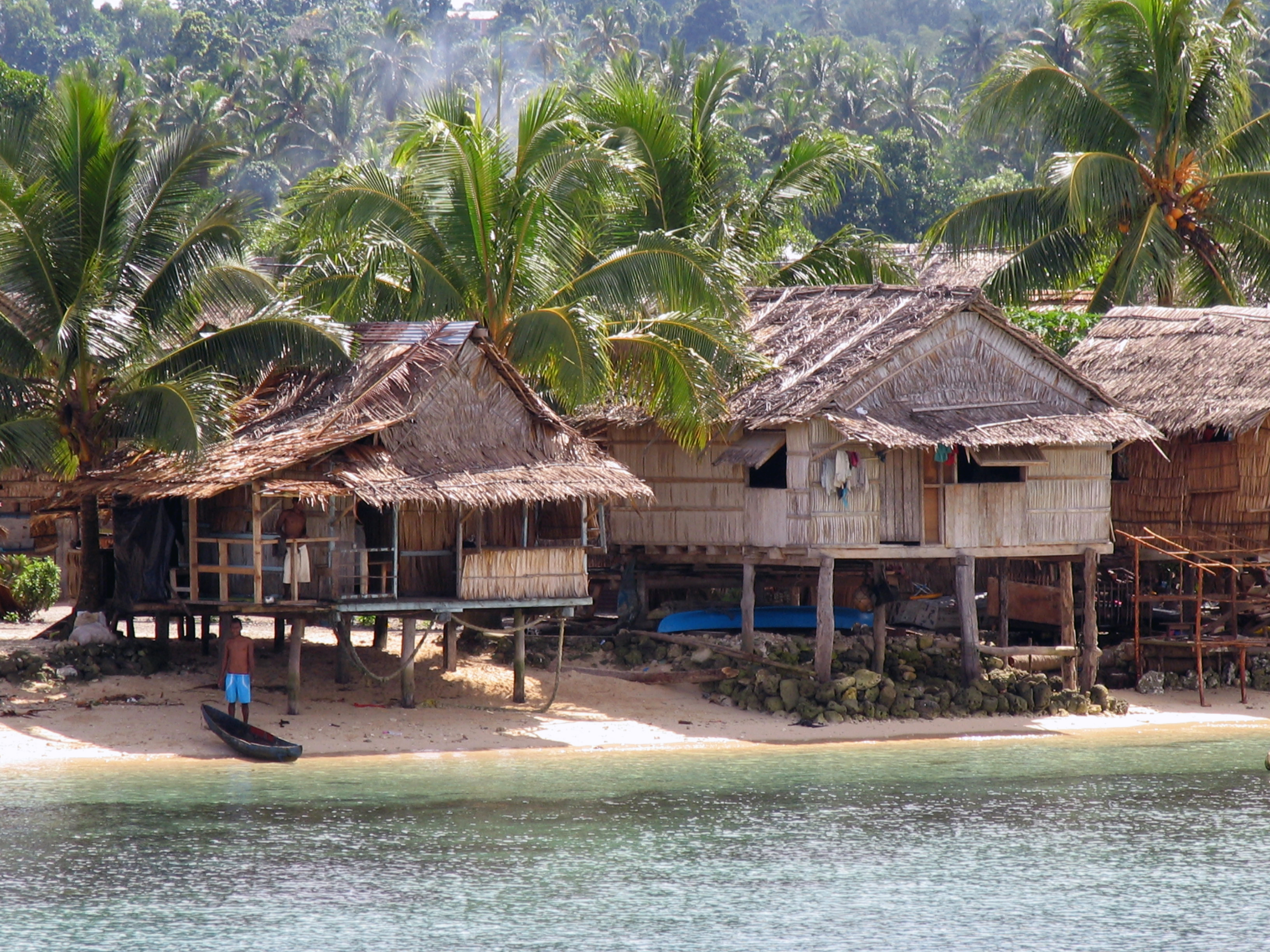
Akui, Isola di Malaita

Le principali città dell'arcipelago sono:
- Arawa, 44.865 ab.,[4] capoluogo della provincia di Bougainville (PNG) fino al 1989, poi spostato a Buka;
- Buka, 53.986 ab.,[4] attuale capoluogo della provincia di Bougainville (PNG);
- Honiara, 129.569 ab.,[5] capitale delle Isole Salomone, sull'isola di Guadalcanal;
- Gizo, 4.260 ab.,[5] capoluogo dell Provincia Occidentale, sull'isola omonima;
- Noro, 7.204 ab.,[5] sull'isola di Nuova Georgia;
- Auki, 7.020 ab.,[5] capoluogo della Provincia di Malaita, sull'omonima isola;
- Kirakira, 2.107 ab.,[5] capoluogo della provincia di Makira-Ulawa;
- Buala, 1.342 ab.,[5] capoluogo della  Provincia di Isabel.